# The Bull Thrower
The Bull Thrower è un cortometraggio muto del 1920 scritto e diretto da J.A. Howe (come Jay A. Howe)

## Produzione
Il film fu prodotto dalla Century Comedies (Century Film) e dalla Rainbow Comedies (United States Moving Picture Corporation)

## Distribuzione
Distribuito dall'Universal Film Manufacturing Company, il film - un cortometraggio in due bobine - uscì nelle sale cinematografiche statunitensi il 16 febbraio 1920.